# گوله‌باکان (چیلدیر)
گوله‌باکان (به ترکی استانبولی: Gölebakan، به ارمنی: Մերեդիս) یک منطقهٔ مسکونی در ترکیه است که در چیلدیر واقع شده‌است.